# 153 a.C.
Il 153 a.C. (CLIII a.C. in numeri romani) è un anno  del II secolo a.C.

## Eventi
- Tito Annio Lusco, Quinto Fulvio Nobiliore diventano consoli della Repubblica romana.
- La data di inizio del calendario civile viene spostata dal 15 marzo al primo gennaio per iniziativa del console Quinto Fulvio Nobiliore.